# Psalmopoeus irminia
Espèce
Psalmopoeus irminia est une espèce d'araignées mygalomorphes de la famille des Theraphosidae.

## Distribution
Cette espèce se rencontre au Venezuela, au Guyana et au Brésil au Roraima,.

## Description

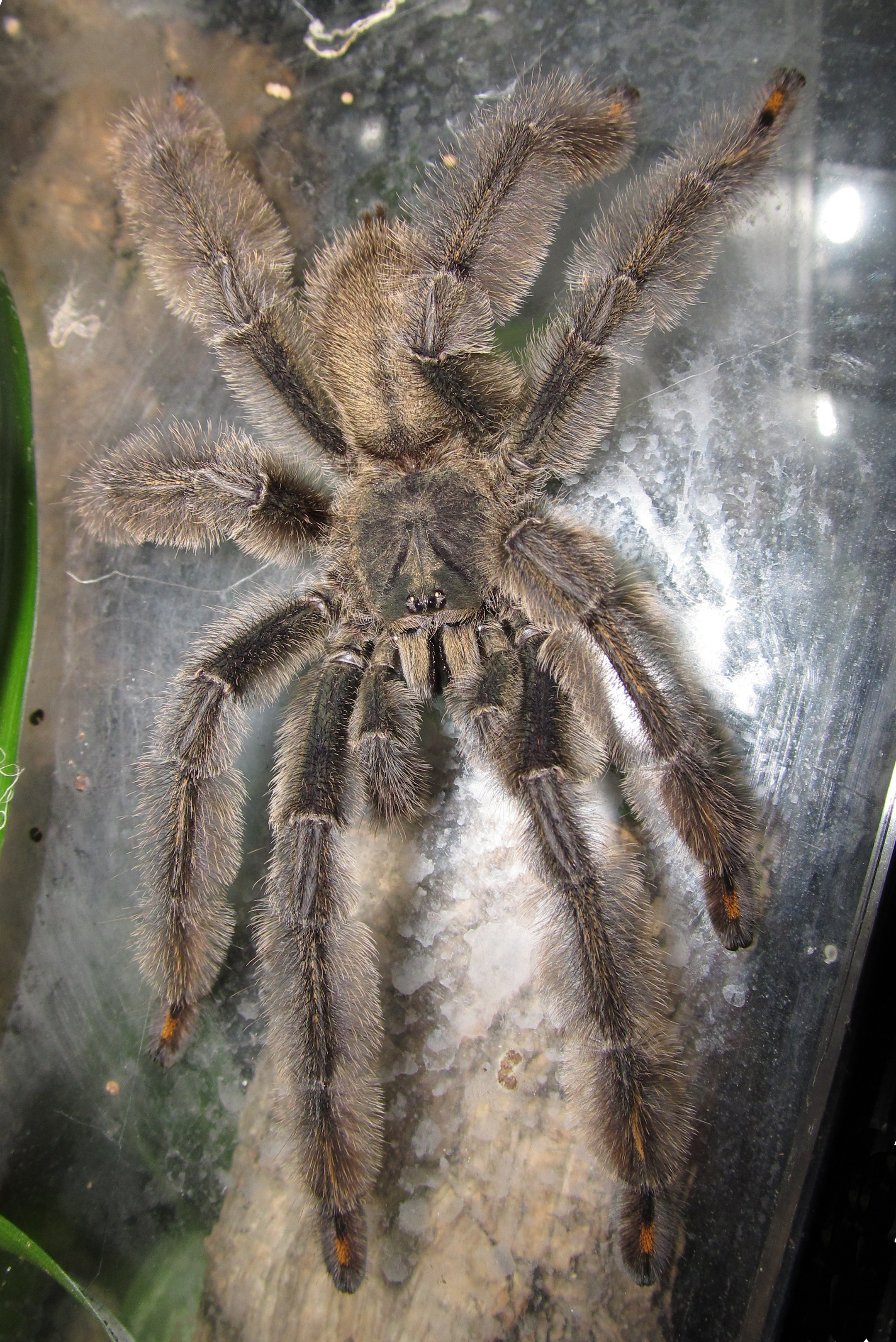
Psalmopoeus irminia

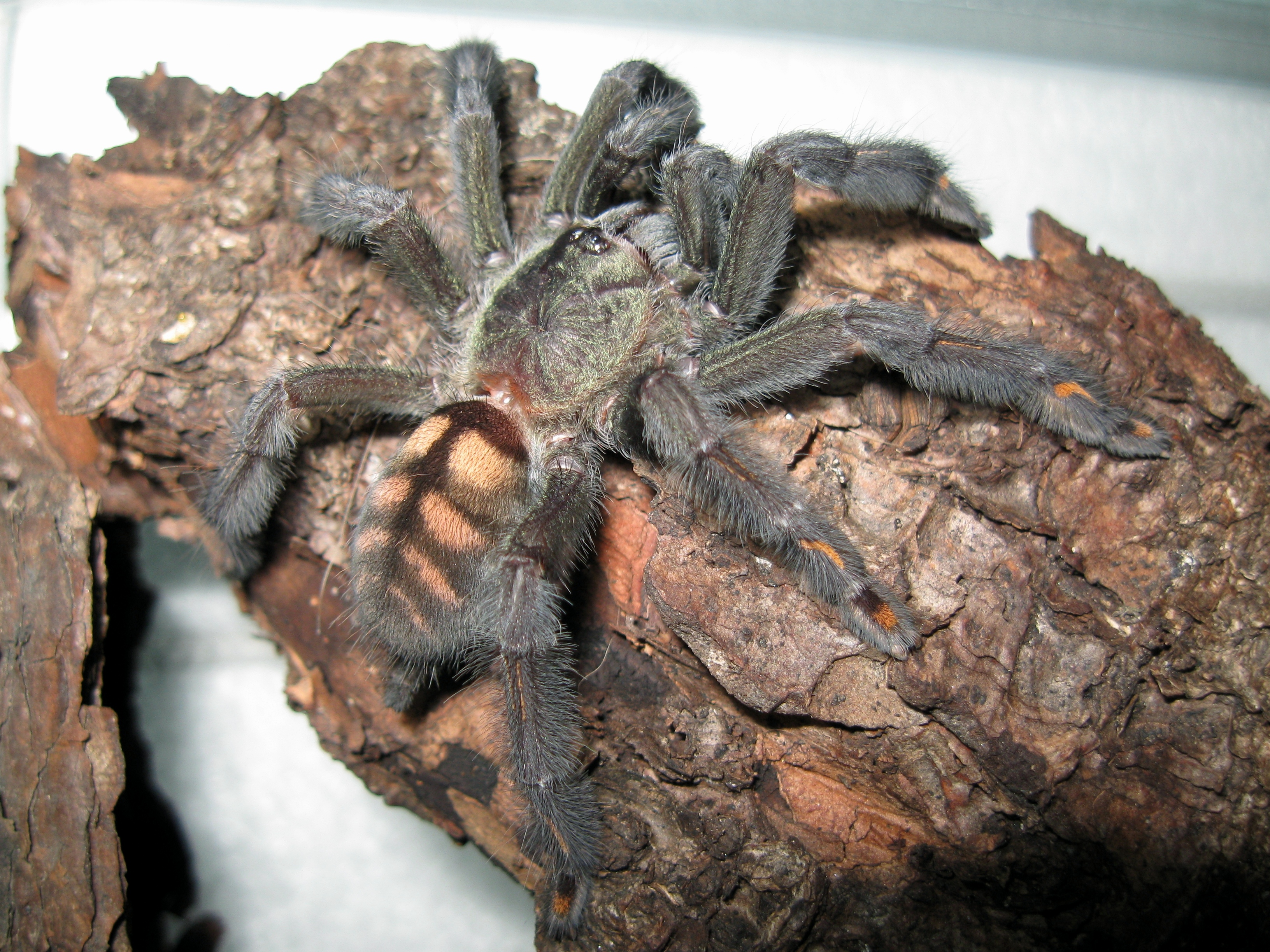
Psalmopoeus irminia

C'est une mygale arboricole.

## Publication originale
- Saager, 1994  : Psalmopoeus irminia sp. n. Beschreibung einer neuen Aviculariinae (Theraphosidae, Aviculariinae, Genus Psalmopoeus) inclusive einem Vergleich mit Psalmopoeus cambridgei. Arthropoda, vol. 2, no 4, p. 59-71.